# Akina Nakamori〜歌姫ダブル・ディケイド
『Akina Nakamori〜歌姫ダブル・ディケイド』（アキナ・ナカモリ うたひめダブル・ディケイド）は、日本の歌手中森明菜のセルフカバー・ベスト・アルバム。このアルバムは2002年12月4日にユニバーサルJよりリリースされた(CD: UMCK-1139)。

## 概要
『Akina Nakamori〜歌姫ダブル・ディケイド』は、ワーナー時代のシングル曲や、1986年リリースのスタジオ・アルバム『CRIMSON』収録曲「駅」の新録を含むセルフカバー・ベスト・アルバムである。デビュー20周年となった2002年、3枚目となるアルバムリリース。本作では、ビッグバンド、タンゴ、サルサ、フル・オーケストラ、スカ、アンプラグド、ボサ・ノヴァ風といった原曲とは別のアレンジを施している。シングル「AL-MAUJ (アルマージ)」などの編曲を手がけた武部聡志がアレンジに加え、中森とともにプロデュースも担当した。
期間限定の初回生産分の特典には、オリジナル・シャンパンの抽選や、スクリーン・セーバーを入手出来るWEB特典があった。
本作の企画が上がったのは9月中旬であったという。年末にはオリジナル・アルバムを予定していたものの、夏のツアー後、これまでの自身の歩みを振り返っていた時に、「あ、自分の歌を歌い直す"20周年を"やりたいな」と思い立ち実現した企画であったと中森は明かしている。また、「今やらなくては一生できない気がして、周囲の状況を考えて、ギリギリのスケジュールで方向転換して、完成した作品でした」と中森は語っている。
本作のヴァージョンの「飾りじゃないのよ涙は」は、14年ぶりに出場した『第53回NHK紅白歌合戦』で披露されている。また、本作のヴァージョンは、後のベスト・アルバムの収録音源として使用されている。2006年発売の『BEST FINGER 25th anniversary selection』、2007年発売の『バラード・ベスト 〜25th Anniversary Selection〜』にそれぞれ収録されている。

## 批評
『CDジャーナル』の大須賀猛は本作について「明菜の時代再び、を実感させる秀作」と批評した。『WHAT's IN?』の石井理恵子は、「歌もさることながら、曲とともにイメージを少しずつ変えてきた彼女の成長の跡を再確認できる作品なのだ。」と批評した。

## 記録
本作はオリコン週間アルバムチャートの2002年12月16日付で、最高順位8位を記録した。

## 収録曲
| #         | タイトル                                    | 作詞       | 作曲           | 編曲                         | 時間  |
| --------- | ------------------------------------------- | ---------- | -------------- | ---------------------------- | ----- |
| 1.        | 「Double Decade Delivery #1」(instrumental) |            | 村田陽一       | 村田陽一                     | 0:21  |
| 2.        | 「TATTOO」                                  | 森由里子   | 関根安里       | 村田陽一                     | 3:56  |
| 3.        | 「ミ・アモーレ〔Meu amor é･･･〕」           | 康珍化     | 松岡直也       | 森村献                       | 4:29  |
| 4.        | 「TANGO NOIR」                              | 冬杜花代子 | 都志見隆       | 武部聡志                     | 4:55  |
| 5.        | 「北ウイング」                              | 康珍化     | 林哲司         | 森村献                       | 4:40  |
| 6.        | 「SAND BEIGE -砂漠へ-」                     | 許瑛子     | 都志見隆       | 千住明                       | 4:42  |
| 7.        | 「DESIRE -情熱-」                           | 阿木燿子   | 鈴木キサブロー | 武部聡志・北原雅彦（管編曲） | 4:37  |
| 8.        | 「セカンド・ラブ」                          | 来生えつこ | 来生たかお     | 武部聡志                     | 4:45  |
| 9.        | 「水に挿した花」                            | 只野菜摘   | 広谷順子       | 武部聡志                     | 4:43  |
| 10.       | 「少女A」                                   | 売野雅勇   | 芹澤廣明       | 清水俊也・北原雅彦（管編曲） | 3:52  |
| 11.       | 「駅」                                      | 竹内まりや | 竹内まりや     | 千住明                       | 4:43  |
| 12.       | 「飾りじゃないのよ涙は」                    | 井上陽水   | 井上陽水       | 村田陽一                     | 4:27  |
| 13.       | 「Double Decade Delivery #2」(instrumental) |            | 村田陽一       | 村田陽一                     | 1:19  |
| 14.       | 「スローモーション」                        | 来生えつこ | 来生たかお     | 武部聡志                     | 4:26  |
| 合計時間: | 合計時間:                                   | 合計時間:  | 合計時間:      | 合計時間:                    | 55:55 |

## クレジット
『Akina Nakamori〜歌姫ダブル・ディケイド』のライナー・ノーツより
| - プロデュース：中森明菜 - 共同プロデュース：武部聡志 - Directed by 鈴木順 (Halftone Music & Systems) - A&R：森淳一（ユニバーサルJ） - A&Rチーフ：藤倉尚（ユニバーサルJ） - プロモーション・チーフ：大原浩（ユニバーサルJ） - セールス・プロモーション：古屋廣人、寺舘京子 (UNIVERSAL MUSIC K.K.) - プロダクツ・コーディネーション：宮本仁美 (UNIVERSAL MUSIC K.K.) - レコーディング・コーディネーション：堀野隆敏、野澤奈美 (Halftone Music & Systems) - Recorded & Mixed by 三浦瑞生 (MIXER'S LAB CO, LTD)、YASUO MORIMOTO、TOSHIYUKI YOSHIDA (BORDERLINE)、YUJI'INOKI'KURAISHI ("Zapp") - Recorded by 加納洋一郎 (MIXER'S LAB CO, LTD)、KINYA TAKAYAMA | - アシスタント・エンジニア：安達義規、片倉麻美子、森田信之、須加野宏之、HITOMI SUZUKI (MIXER'S LAB CO, LTD)、KENTARO KIKUCHI (CRESCENTE STUDIO)、KAZUNORI YOSHIDA (Sound City)、MOMOKO YAMAGUCHI (VICTOR STUDIO) - Recorded & Mixed at WESTSIDE、CRESCENTE STUDIO、Sound City - 録音：オンエア麻布スタジオ、VICTOR STUDIO、バーニッシュストーンレコーディングスタジオ - Mastered by 藤野成喜 (UNIVERSAL MUSIC K.K.) - Mastered at ユニバーサルミュージック・マスタリング・ルーム #1 - トータル・グラフィック・デザイン：MD FACTORY INC. - プロデューサー：YUJI ITO - アート・コーディネーター：小林純 - アート・ディレクター：中島裕次 - デザイナー：MAI KONDO | - アシスタント・デザイナー：SATOSHI YAMAMOTO - ロゴ・デザイナー：YOUZ - 撮影：塚田和徳 - アシスタント・フォトグラファー：MAKOTO KAKETANI - コスチューム・デザイナー：中澤進 - ヘアメイク：AKIKO - USAコーディネーターズ：KAZ UEDA、YASUE KATSURAGI CLARK (kz associates.inc.) - スーパーヴァイザー：羽佐間健二、高橋良一（ユニバーサルJ） - エグゼクティヴ・プロデューサー：寺林晁 (UNIVERSAL MUSIC K.K.) - エグゼクティヴ・プロデューサー & ディレクター：門村崇志 (FAITH INC.) - スペシャル・サンクス：内野二朗、小倉禎子、CHIZU、AKIHIKO OGURA (Sony Music Artists Inc.) & 佐々友成 |

## リリース履歴
| 発売日        | レーベル                 | 規格  | 品番      | 備考                        |
| ------------- | ------------------------ | ----- | --------- | --------------------------- |
| 2002年12月4日 | ユニバーサルJ            | CD    | UMCK-1139 |                             |
| 2017年5月3日  | ユニバーサルJ            | UHQCD | UPCH-7266 | 限定盤                      |
| 2023年6月28日 | ユニバーサルJ            | CD    | UPCY-7871 | スペシャルプライス再発盤    |
| 2024年1月24日 | ユニバーサルミュージック | 2LP   | UPJY-9375 | 初アナログLP化、2枚組限定盤 |

## 同時発売
本作とともに、以下の作品が同時発売された。
- ライブ・ビデオ
  - 『AKINA NAKAMORI MUSICA FIESTA TOUR 2002』[15][16]
- 再発売 - 以下のMCAビクター時代のアルバムは、ボーナス・トラックが追加された。
  - スタジオ・アルバム『UNBALANCE+BALANCE+6』[17]
  - カバー・アルバム『歌姫〈スペシャル・エディション〉』[18]
  - スタジオ・アルバム『la alteración+4』[19]
  - スタジオ・アルバム『SHAKER+3』[20]
  - ライブDVD『“UTAHIME” AKINA NAKAMORI PARCO THEATER LIVE』[21]
  - ライブDVD『felicidad AKINA NAKAMORI LIVE '97』[22]

## 参照
1. 1 2 3 4 5 6  『Akina Nakamori〜歌姫ダブル・ディケイド』（12cmCD）中森明菜、ユニバーサルJ、2002年12月4日。UMCK-1139。
2. ↑  “楽天ブックス: Akina Nakamori〜歌姫 ダブル・ディケイド〜 - 中森明菜 : CD”.  楽天. 2011年6月6日閲覧。
3. 1 2  “中森明菜-リリース-ORICON STYLE ミュージック”.  オリコン. 2012年4月16日閲覧。
4. 1 2 3 4  “中森明菜”. Akina Nakamori〜歌姫ダブル・ディケイド.  ユニバーサルミュージック. 2003年2月7日時点のオリジナルよりアーカイブ。2012年8月29日閲覧。
5. 1 2  能地祐子「ヴィンテージ・ファイル Akina Nakamori 歌うこと、伝えることへの不変なる情熱」『WHAT's IN?』第16巻第1号、ソニー・マガジンズ、2003年1月15日、59頁。
6. ↑  小林泰介「Artists Interview 中森明菜」『CDジャーナル』第47巻第1号、音楽出版社、2003年1月1日、2頁。
7. ↑  “NHK紅白歌合戦ヒストリー”. 第53回.  NHK. 2001年8月26日閲覧。
8. 1 2  佐々友成; 戒能允『BEST FINGER 25th anniversary selection』（12cmCD）中森明菜、ユニバーサルシグマ、2006年1月11日。UMCK-1200。
9. ↑  “日刊スポーツ・芸能・インタビュー・中森明菜”.  日刊スポーツ (2002年12月15日). 2003年2月7日時点のオリジナルよりアーカイブ。2011年8月26日閲覧。
10. ↑  『バラード・ベスト 〜25th Anniversary Selection〜』（12cmCD, 12cmCD+DVD）中森明菜、ユニバーサルシグマ、2007年3月28日。UMCK-1223, UMCK-9177。
11. ↑  大須賀猛「今月の推薦盤」『CDジャーナル』第47巻第1号、音楽出版社、2003年1月1日、56頁。
12. ↑  石井理恵子「今月の新譜《BRAND-NEW CD 181》」『WHAT's IN?』第16巻第1号、ソニー・マガジンズ、2003年1月15日、143頁。
13. ↑  “検索結果-ORICON STYLE アーティスト/CD検索”. 2002年12月第3週の邦楽アルバムランキング情報.   オリコン. 2012年4月16日閲覧。
14. ↑  “中森明菜 / Akina Nakamori〜歌姫ダブル・ディケイド [CD] [アルバム] - CDJournal.com”.   音楽出版社. 2012年8月29日閲覧。
15. ↑  “中森明菜/AKINA NAKAMORI MUSICA FIESTA TOUR 2002 [VIDEO他] - CDJournal.com”.   音楽出版社. 2012年8月29日閲覧。
16. ↑  “中森明菜/AKINA NAKAMORI MUSICA FIESTA TOUR 2002 [DVD] - CDJournal.com”.   音楽出版社. 2012年8月29日閲覧。
17. ↑  “中森明菜 / アンバランス+バランス+6 [再発] [CD] [アルバム] - CDJournal.com”.   音楽出版社. 2012年8月29日閲覧。
18. ↑  “中森明菜 / 歌姫（スペシャル・エディション） [2CD] [再発] [CD] [アルバム] - CDJournal.com”.   音楽出版社. 2012年8月29日閲覧。
19. ↑  “中森明菜 / アルテラシオン+4 [再発] [CD] [アルバム] - CDJournal.com”.   音楽出版社. 2012年8月29日閲覧。
20. ↑  “中森明菜 / シェイカー+3 [再発] [CD] [アルバム] - CDJournal.com”.   音楽出版社. 2012年8月29日閲覧。
21. ↑  “中森明菜/PARCO THEATER LIVE 歌姫 [DVD] - CDJournal.com”.   音楽出版社. 2012年8月29日閲覧。
22. ↑  “中森明菜/live '97 felicidad [DVD] - CDJournal.com”.   音楽出版社. 2012年8月29日閲覧。